# Georges Filiâtre
Pour les articles homonymes, voir Filiâtre.
Georges Filiâtre, né le 12 mars 1882 à Gigny-sur-Saône et mort le 30 juillet 1946 à Paris, est un athlète français, spécialiste des épreuves de 400 m haies.

## Biographie
Georges Marius Filiâtre est le fils de Eugène Antoine Filiâtre, sous brigadier, et Emma Elisabeth Willeput.
Avec son frère Edmond (1880-1954), il pratique l'athlétisme.

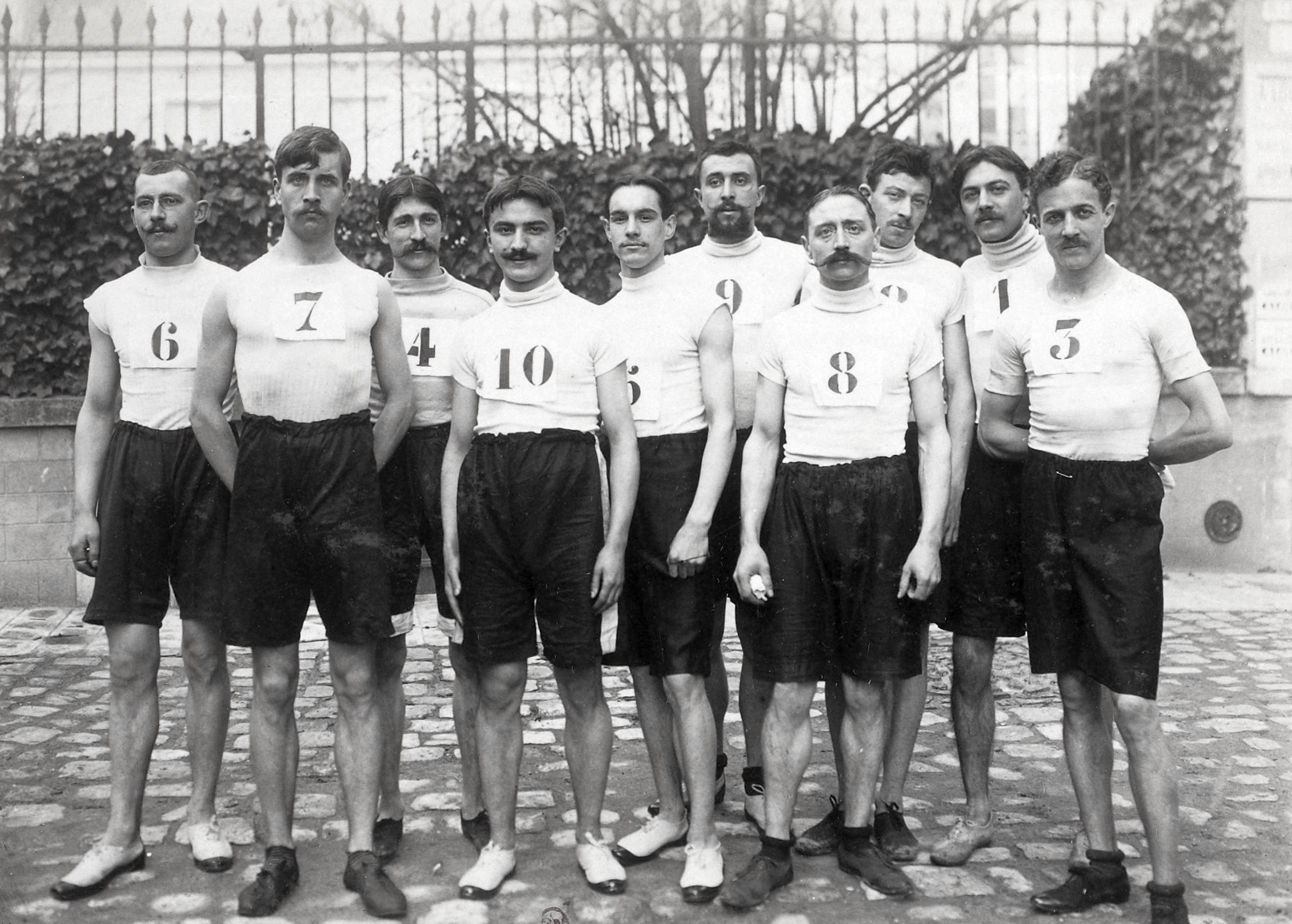
5 Georges Filiâtre, 6 Edmond Filiâtre.

Il devient champion national du 400 m haies en remportant à deux reprises les Championnats de France d'athlétisme 1903 et 1904.
Associé à Michel Soalhat et Louis de Fleurac au sein du RCF, ils remportent le Challenge du mile, face à la Société Athlétique de Montrouge, en mai 1904.
Lorsque la Première Guerre mondiale éclate, il s'engage au front avec ses frères. André (1894-1918) y perdra la vie.
Il épouse en 1920, à Frébuans, Marie Joséphine Voulot.
Il entraine par la suite l'US Métro.
Il est mort à l'âge de 64 ans.

## Record de France
- 400 mètres haies: 57 s 2 (28 juin 1903, tombé 10 ans plus tard)